# Kommende Rörchen

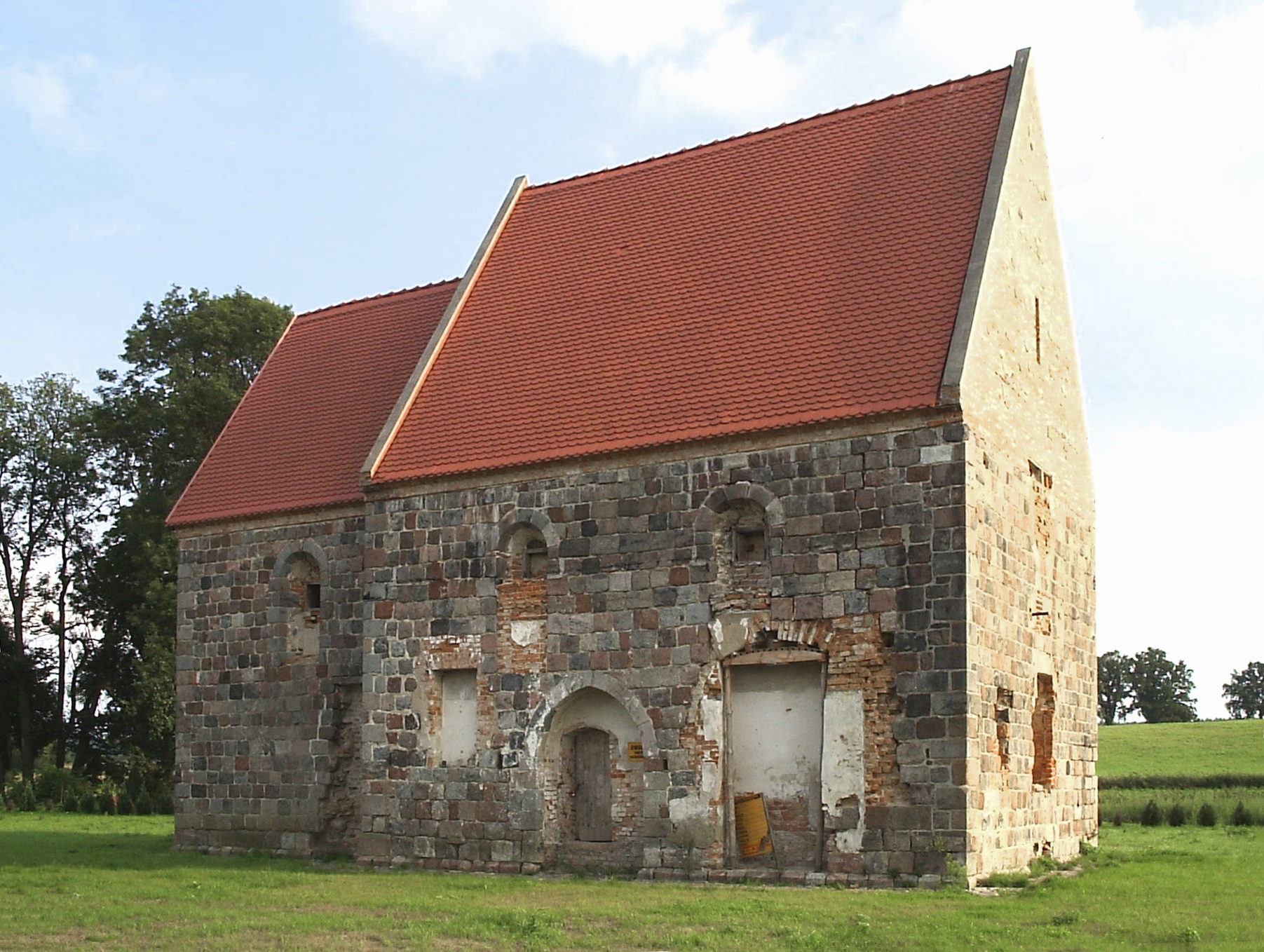
Kapelle der ehemaligen Templer- und Johanniterkommende im heutigen Rurka, dem früheren Rörchen

Die Kommende Rörchen war anfänglich eine Niederlassung des Templerordens in Rörchen im damaligen Herzogtum Pommern (heute Rurka, Gmina Chojna, Woiwodschaft Westpommern, Polen). 1234 schenkte Herzog Barnim I. von Pommern das Land Bahn dem Templerorden, der dann in Rörchen eine Kommende einrichtete. Im Zuge der Auflösung des Templerordens kam die Kommende Rörchen 1311 an den Johanniterorden. 1382 siedelte der damalige Generalpräzeptor der Ballei Brandenburg Bernd von der Schulenburg die Kommende Rörchen nach Wildenbruch um. Rörchen sank zum Ordenshof herab. 1648 ging die Kommende Wildenbruch (inkl. dem Ordenshof Rörchen) dem Johanniterorden verloren und wurde in eine weltliche Herrschaft, die Freiherrschaft Wildenbruch umgewandelt. 1680 wurde die Freiherrschaft Wildenbruch an die Herrschaft Schwedt-Vierraden angegliedert. 1789 fiel die Herrschaft Schwedt-Vierraden als Krondomäne an den damaligen König von Preußen. 1816 wurde der Hof in Rörchen zu Erbpacht verkauft.

## Lage
Rurka (Rörchen) liegt 4 km nordöstlich von Chojna (Königsberg/Nm.). Bis 1945 gehörte es zum Landkreis Greifenhagen im Regierungsbezirk Stettin der Provinz Pommern. Heute gehört es zur Stadt- und Landgemeinde Chojna (bis 1945 Königsberg in der Neumark) im Powiat Gryfiński (Polen). Die ehemalige Kommende lag ca. 400 Meter nordnordwestlich des Ortskerns von Rurka.

## Geschichte
Mit der Urkunde vom 28. Dezember 1234 (nach der damaligen Zählung bereits im Jahr 1235) schenkte Barnim I., zu diesem Zeitpunkt Herzog des pommerschen Teilfürstentum Herzogtum Pommern-Stettin dem Templerorden das Land Bahn im Süden von Pommern, dessen Grenzen er genau beschreiben ließ. 1235 schenkte Bischof Heinrich I. von Lebus den Templern 200 Hufen unbebautes Land in der Nähe der Burg Zehden und des Flüssleins Rörchen im direkten Anschluss an das Land Bahn sowie 200 Hufen unbebautes Land im Land Kinch oder Kinitz an der Mitzla. Mit einer Urkunde vom 4. März 1236 gewährte Herzog Barnim I. dem Templerorden die Zollfreiheit in Land Bahn.

### Grenzen des Landes Bahn
Die in der Urkunde von 1234 beschriebenen Grenzen umschließen ein Gebiet, in dem die wenig später gegründeten Dörfer Marienthal/Baniewice, Liebenow/Lubanowo, Gäbersdorf/Sosnowo mit der Hohenbrücker Mühle, Rohrsdorf/Parnica, Neuendorf/Piaseczno, Gornow/Górnowo, Linde/Dłusko Gryfińskie, Wildenbruch/Swobnica, Stresow/Strzeszów, Steinwehr/Kamienny Jaz, Thönsdorf/Grzybno und Jädersdorf/Strzelczyn gegründet wurden sowie die Stadt Bahn lag. Rörchen lag außerhalb dieses Gebietes in dem vom Bischof von Lebus geschenkten Land.

## Gründung von Rörchen und Anfänge der Kommende
1244 ist der Ort Rörchen erstmals erwähnt. Die Templer wählten einen Ort am Flüsschen Rörchen zum Aufbau eines befestigten Hofes und benannten ihn nach dem Flüsschen. In der Nähe des befestigten Hofes entstand auch das kleine Dorf Rörchen. 1244 vergrößerte Herzog Barnim I. den Templerbesitz durch die Schenkung des Dorfes Nahausen (heute Nawodna, Gmina Chojna, Woiwodschaft Westpommern), das damals eine sehr große Feldmark hatte, eher nach damaligen Sprachgebrauch ein Ländchen war. Nach den in der Urkunde beschriebenen Grenzen reichte die Feldmark im Norden bis zum Land Fiddichow, im Osten an das Land Bahn und im Süden bis an die Feldmark von Königsberg in der Neumark. Auf dieser Feldmark entstanden später ebenfalls neue Siedlungen. Dieses Land ging den Templern später wieder verloren.
Am 18. Januar 1247 bestätigte Papst Innozenz IV. dem Templerorden seine Besitzungen (Zehnten, Grundstücke und Einkünfte) in Quarsan (Quartschen), Chins (Zehden), Bahn, Lezenitz (Lietzen) und anderen Orten. Eine erneute Besitzbestätigung erteilte Papst Innozenz IV. dem Templerorden für seine Besitzungen in der Diözese Cammin. Das Land Bahn gehörte damals zu Pommern und zum Bistum Cammin. Um 1250 wurde das Gebiet unmittelbar südlich von Bahn von den brandenburgischen Markgrafen erobert. Rörchen lag nun direkt an der Grenze zum askanischen Machtbereich.
Von den brandenburgischen Markgrafen Otto IV. und Konrad I. erhielten die Templer am 22. April 1282 das Patronat der Kirche von Königsberg in der Neumark geschenkt. Erste Besitzstreitigkeiten blieben allerdings nicht aus. Am 27. Juli 1263 verglich sich der Kommendator von Rörchen Friedrich (von Salzwedel) mit Simon, dem Abt des Klosters Belbuck über einige strittige Besitzungen in Pommern.
1285 gewährte Bischof Hermann von Cammin den Templern Abgabenfreiheit für ihre Besitzungen in seinem Bistum und behielt sich lediglich die Zahlung einer fixen Zahlung für sich und das Domkapitel vor.
1288 kam es zu gewalttätigen Auseinandersetzungen zwischen der Templerkommende Rörchen und den Herzögen Bogislaw IV., Barnim II. und Otto I. von Pommern. Die Kommende Rörchen erhielt als Schadensersatz die Hälfte des wüsten Landes in der terra Krayna. Doch damit waren die Streitigkeiten der Templer mit den pommerschen Herzöge noch nicht beendet, denn am 27. September 1291 beauftragte Papst Nikolaus IV. den Dekan von St. Peter und Paul in der Neustadt Magdeburg, den pommerischen Herzog Bogislaw IV. von Pommern-Stettin für die Aneignung von Gütern des Templerordens zur Verantwortung zu ziehen.
Möglicherweise gehört eine Urkunde vom 25. Februar 1296 noch in den Rahmen dieses Konflikts. Anscheinend standen dabei einige Adlige, die Besitz im Land Bahn hatten auf Seiten des pommerschen Herzog. In einem Vergleich bot der Kommendator von Rörchen Jordan von Esbecke den Brüdern Blankenburg zu den 12 Hufen in Rudelvstorph (Rohrsdorf), die sie bereits innehatten weitere 18 Hufen als Lehen an, unter dem Vorbehalt, dass sie übrigen Rechte und Güter der Templer in Rohrsdorf respektierten. Dafür mussten die Brüder Blankenburg den Templern aber 16 Hufen in Kunow bei Bahn übertragen.
1303 fand ein Ordenskapitel der Templer in Lietzen statt, an dem Brüder aus Königsberg, Rörchen, Tempelburg und Lietzen teilnahmen. 1307 begann die Verfolgung der Templer mit der Verhaftung der Templer in Frankreich. Die deutschen Fürsten folgten allerdings nur zögerlich. 1312 wurde der Templerorden von Papst Clemens V. schließlich aufgehoben und deren Ordensbesitzungen dem Johanniterorden übertragen. Herzog Otto I. hatte allerdings die Templergüter Rörchen, Pansin und Bahn bereits am 28. Dezember 1311 an den Johanniterorden übertragen.

## Kommendatoren von Rörchen aus dem Templerorden
- 1261, 1263 Friedrich von Salzwedel (Soltwedel)[14][8]
- 1285 bis 27. September 1291 Bernardus de Eberstein/Bernhard von Eberstein, Kommendator, ab 13. November 1291 Präzeptor von Polen, Slavien und Neuland und Kommendator von Quartschen
- 1296 bis 1303 Jordanus de Esbecke[15][16], war 1291 Kommendator in Lietzen
- 1305 bis 1311(?) Dietrich/Thyoderich von Lorenen

## Rörchen unter den Johannitern
Ob die Johanniter tatsächlich schon 1311/12 in den Besitz der Kommende Rörchen kamen, ist ungewiss. Aus dieser Übergangszeit liegen ansonsten keine Urkunden vor. In der Mark Brandenburg gestaltete sich die Übernahme der Templergüter als schwierig und gelang erst 1318 nach längeren Verhandlungen und Geldzahlungen an den damaligen brandenburgischen Markgrafen Waldemar. 1335 sagten sich die Bewohner von Bahn von den Johannitern los. Vermutlich gestaltete sich die Inbesitznahme der Templergüter durch die Johanniter doch etwas schwieriger, als es in den wenigen Urkunden aus dieser Zeit zum Ausdruck kommt. 1345 unterstellte sich die Stadt Bahn unter Vermittlung von Herzog Barnim III. wieder den Johannitern.
In einer großen Fehde um/vor 1373 zerstörten die von Wedel und die Bürger von Königsberg die Kommendegebäude in Rörchen, trieben das Vieh weg und verschleppten den Kommendator Wilhelm von Holsten, der 1373 darüber Klage führte. Der Generalpräzeptor der Ballei Brandenburg Bernd von der Schulenburg erhielt bald nach 1377 von den Herzögen Swantibor I. und Bogislaw VII. die Erlaubnis das Schloss Wildenbruch zu bauen und Rörchen in ein Dorf umzulegen. Der Generalpräzeptor musste sich aber dazu verpflichten, das Schloss Wildenbruch den pommerschen Herzögen offen zu halten. Spätestens bis 1382 siedelte er die Kommende Rörchen nach Wildenbruch um.

## Kommendatoren des Johanniterordens
- 1334, 1335 Henninghus de Buyt/Buk († 1344), Kommendator, Johannes Ztetin/Stettin, Prior[19]
- 1335 Johann von Buch/Bucke, Kommendator, war 1334 Kommendator in Quartschen
- 1338 Johannes Pohle[20]
- 1345 Gerhard/Bernhard von Elz[21][18]
- 1358 bis 1360 Berthold von Schleusingen[22][23]
- 1361 Giso von Wardenberg[24]
- 1368 bis 1370 Bernd von Camentz[21]
- 1373, 1376 Wilhelm von Holsten

## Geschichte nach 1382
Nach der Verlegung des Kommendesitzes nach Wildenbruch sank Rörchen zum Ordenshof herab.  1413 wurde mit Bruder Wulff ein Hofmeister genannt. 1413 war Rörchen bereits ein Dorf mit Bauern, denn in diesem Jahr wurden drei Bauern namentlich genannt. Rörchen blieb Bestandteil der Kommende Wildenbruch. Im Laufe des Dreißigjährigen Krieges war Wildenbruch und sicher auch Rörchen von den Schweden besetzt.

## Hofmeister
- 1413 Bruder Wulff, Hofmeister[25]
- 1420 Christoph Schröder

## Rörchen nach der Auflösung der Kommende Wildenbruch
Mit dem Westfälischer Frieden von 1648 kam Wildenbruch als freie Herrschaft an das Königreich Schweden. Dem Johanniterorden gelang es nicht mehr die Kommende zurückzubekommen. Die Freiherrschaft Wildenbruch wurde 1680 von Kurfürstin Dorothea angekauft und an die Herrschaft Schwedt-Vierraden angeschlossen. Sie wurde nun als Amt Wildenbruch verwaltet. 1788 fiel das Amt Wildenbruch (inkl. Rörchen) an den preußischen Staat; danach war Rörchen preußische Staatsdomäne mit 2355 Morgen Land.

## Pächter und Besitzer des Gutes Rörchen
Zur Abtragung der Staatsschulden nach den Napoleonischen Kriegen wurden 1816 eine ganze Reihe von Vorwerken des Amtes Wildenbruch zu Erbpacht verkauft, u. a. auch das Gut Rörchen. 1816 erwarb Oberlandforstmeister Georg Ludwig Hartig das Gut Rörchen in Erbpacht, Es hatte damals eine Gesamtfläche von 2570 Morgen, davon 1350 Morgen Acker und 225 Morgen Wiese. 1840 verkauften seine Erben Rörchen an den Rittmeister a. D. Schmidt, der 1842 noch zwei Bauernhöfe im Dorf Rörchen hinzu erwarb. Am 27. September 1843 verkaufte dieser das Gut Rörchen und die zwei Bauernhöfe im Dorf für 140.000 Taler an Ludwig von Klitzing auf Demerthin (Ostprignitz). Von 1858 bis 1868 folgte ihm sein Sohn Hermann von Klitzing nach. Das Generaladressbuch von 1879 gibt nur von Klitzing als Besitzer an. Das Gut hatte damals eine Größe von 625,5 Hektar, davon 428,5 Hektar Äcker, 88,75 Hektar Wiesen, 13 Hektar Hutung, 91 Hektar Wald und 4,245 Hektar Wasser. Der Grundsteuerreinertrag betrug 8067 Mark. An industriellen Anlagen werden genannt, eine Dampfbrennerei und eine Ziegelei. Auch für 1893 sind die von Klitzing noch als Besitzer angegeben. Bewirtschaftet wurde das Gut von einem Oberinspektor Houben. Unter den Industriellen Anlagen ist jetzt nur noch die Dampfbrennerei vermerkt. Unter der Rubrik Züchtung spezieller Viehrassen ist aufgeführt: Holländer Vieh sowie Rambouillet- und Southdown-Schafe.

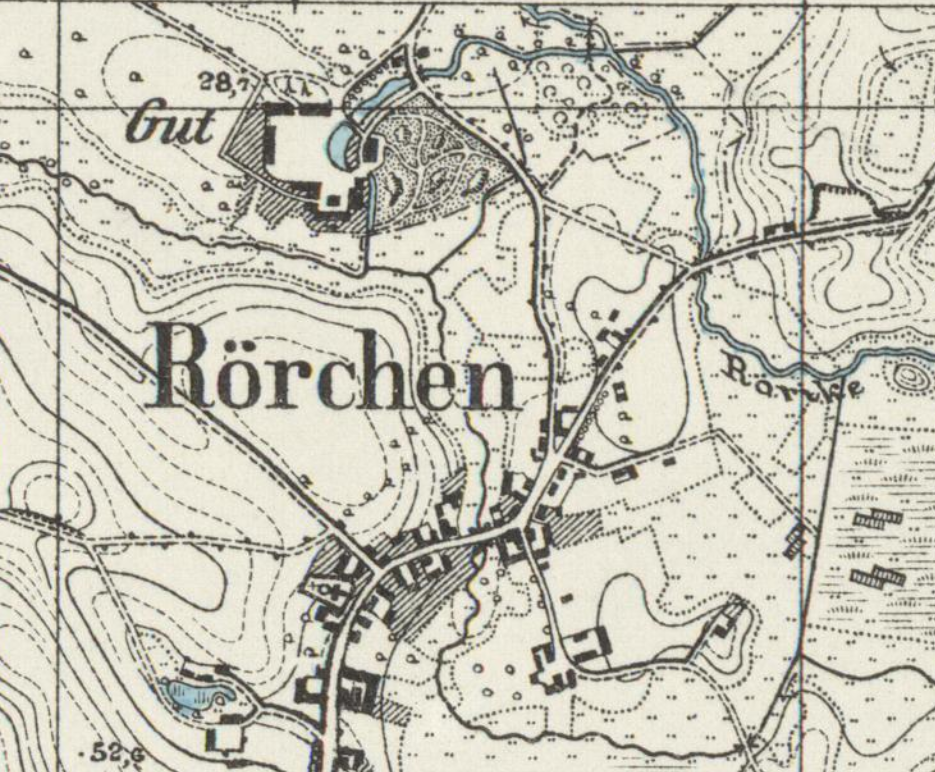
Rörchen auf der Topographischen Karte 1:25.000 Nr. 1558 Königsberg in der Neumark

Seit 1920 bis 1945 war Hauptmann a. D. Georg Heinrich Karl Modrow (* 1896) Besitzer des Gutes Rörchen. 1945 wurde das Gut enteignet und polnisches Staatsgut.

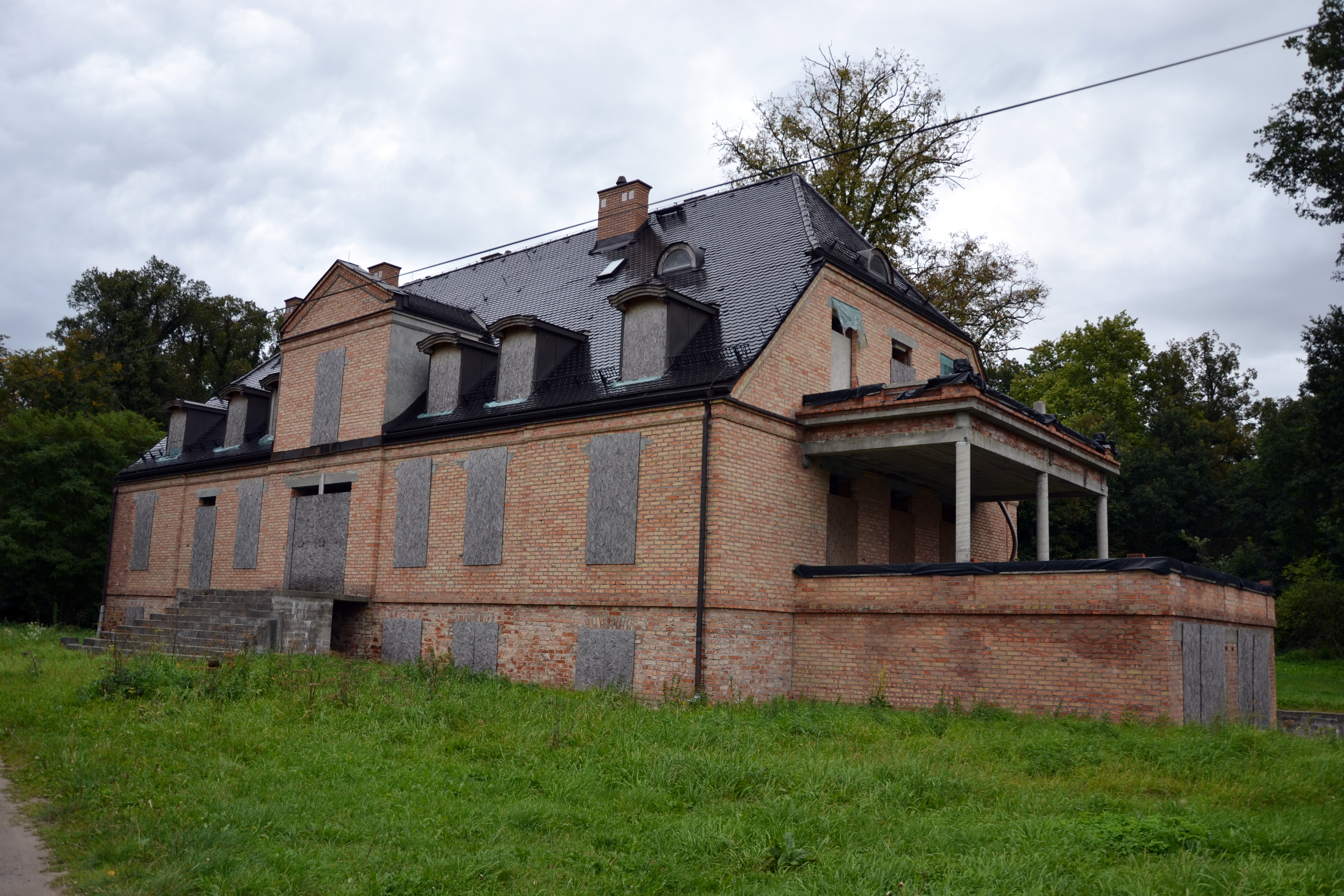
Pächterhaus

## Baulichkeiten
Die Baulichkeiten der Kommende bestanden aus einem ummauerten Hof mit Wohn- und Wirtschaftsgebäuden und mit einer Kirche, die von einem Friedhof umgeben war.  Anfang März 1248 weilte der Bischof Wilhelm von Cammin in Rörchen und stellte dort eine Urkunde aus. Allerdings sind in dieser Urkunde keine namhaften Zeugen erwähnt, sodass die Vermutung von J. Hinz, dass Bischof Wilhelm zum Zweck der Weihe der Templerkapelle in Rörchen weilte, auf schwachen Beinen steht.
Heute stehen noch die Kapelle und das Pächterhaus.